# Rudskau Station
Rudskau Station (Rudskau stasjon eller Rudskau holdeplass) er en tidligere jernbanestation på Indre Østfoldbanen (Østre Linje), der ligger i Rakkestad kommune i Norge.
Stationen blev åbnet som trinbræt i 1928. Den bestod af et spor og en kort perron med et læskur. Betjeningen af stationen ophørte 15. juni 2003, da trafikken med persontog ophørte mellem Rakkestad og Sarpsborg. Stationen blev efterfølgende fjernet men er dog ikke nedlagt formelt. Den ligger 87,0 km fra Oslo S.